# Planobates circumalatus
Planobates circumalatus är en kvalsterart som beskrevs av Hammer 1973. Planobates circumalatus ingår i släktet Planobates och familjen Scheloribatidae. Inga underarter finns listade i Catalogue of Life.